# Selemli
Selemli (en macédonien Селемли) est un village du sud-est de la Macédoine du Nord, situé dans la municipalité de Bogdantsi. Le village comptait 327 habitant en 2002. Il est majoritairement serbe.

## Démographie
Lors du recensement de 2002, le village comptait :
- Macédoniens : 35
- Serbes : 292